# Milvus milvus

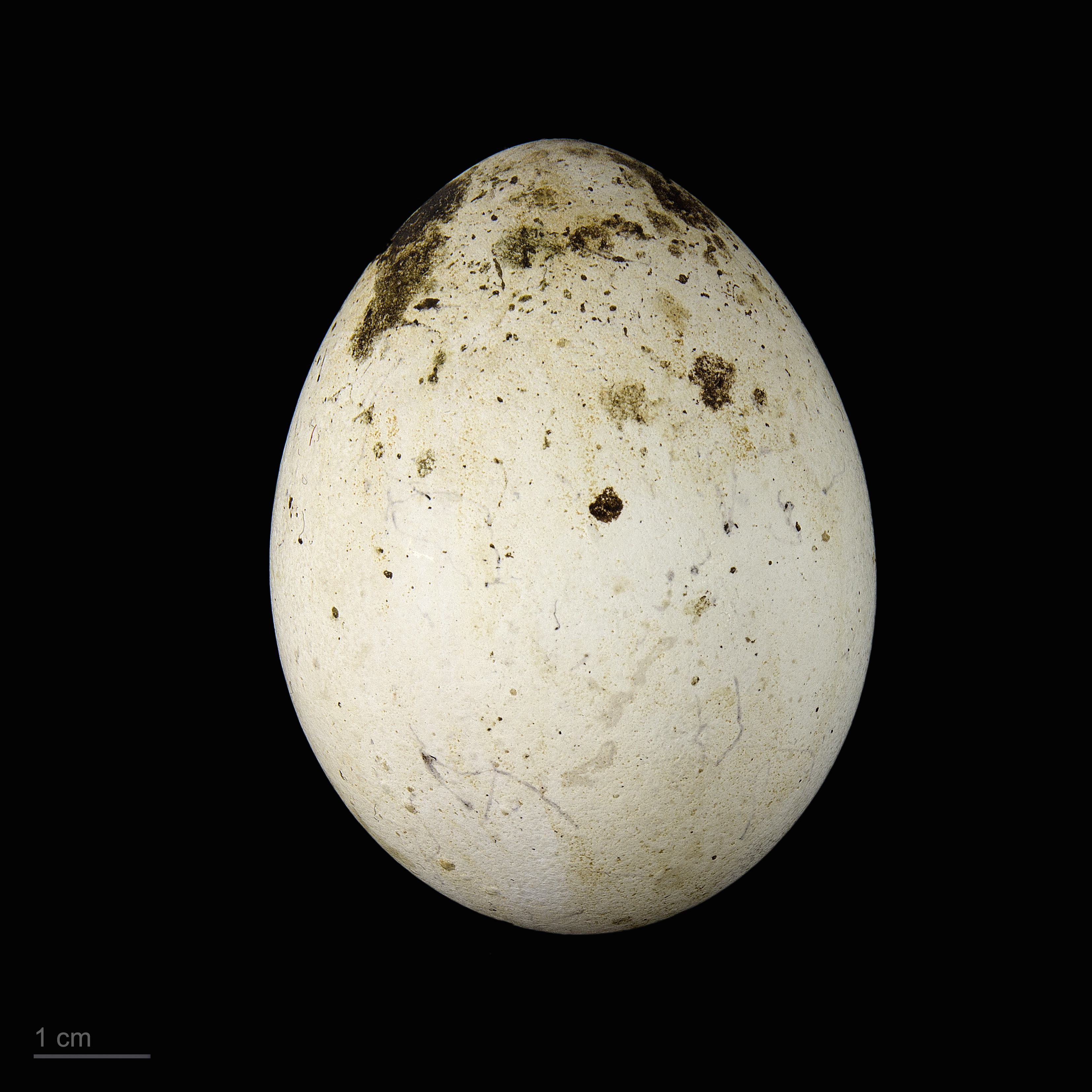
Uovo di Milvus milvus

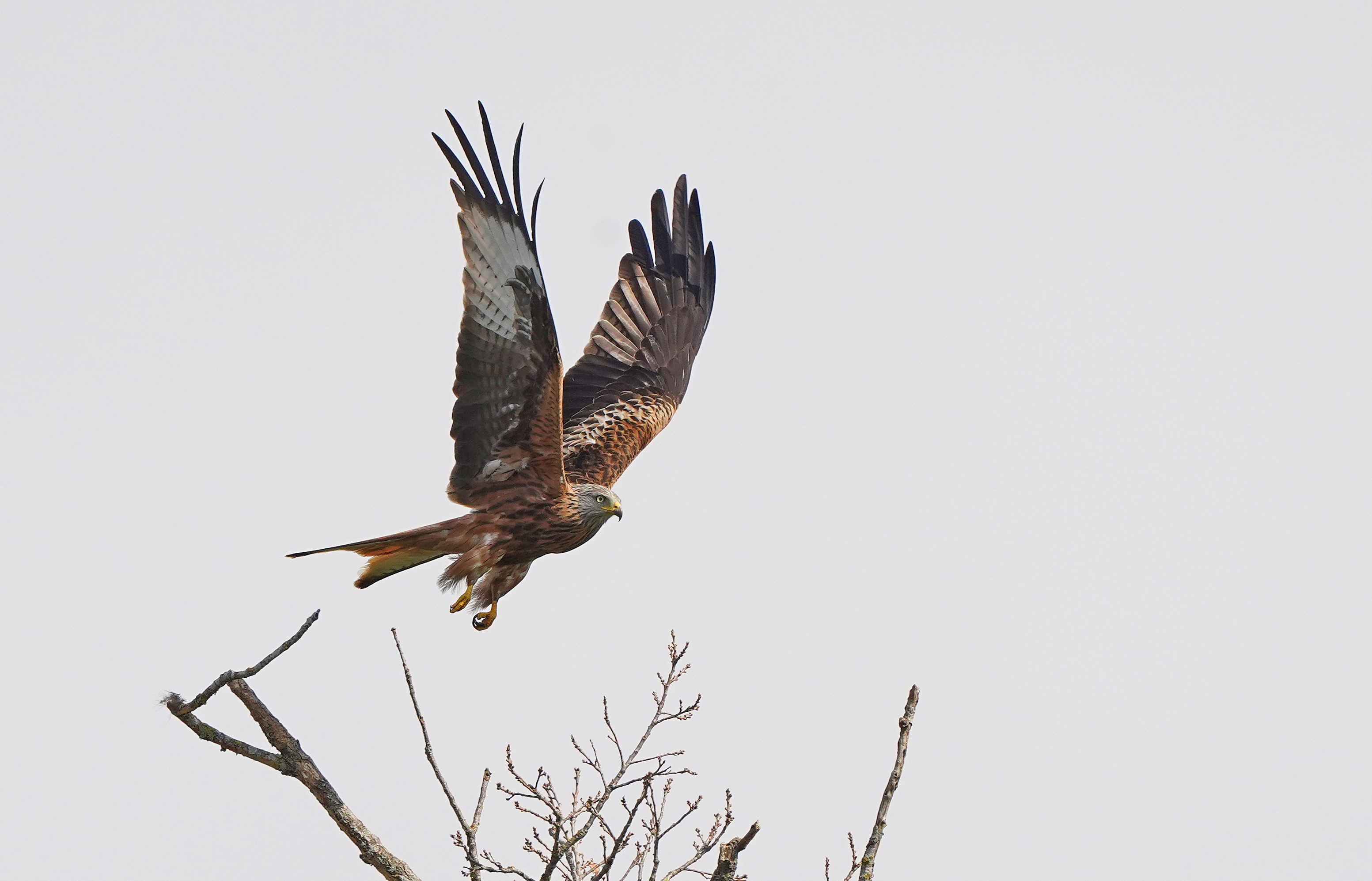
Nibbio Reale in Baviera

Il nibbio reale (Milvus milvus Linnaeus, 1758) è un uccello rapace della famiglia degli Accipitridi.

## Descrizione
Il nibbio reale, per taglia (maschio 60 cm, femmina 66 cm) e apertura alare (maschio 150 cm, femmina 160 cm), supera il nibbio bruno, con cui spesso si confonde. Il suo piumaggio è molto più chiaro di quello del nibbio bruno, da cui si distingue per la caratteristica coda rossiccia profondamente forcuta. Se si osserva in volo, si distingue anche per la macchia biancastra sul lato inferiore delle remiganti primarie. È un animale dalla coda stupenda ed essendo molto larga permette al nibbio di planare più facilmente.
Il dimorfismo sessuale è inesistente. Il suo peso varia tra gli 800 grammi e i 1300 grammi.

## Distribuzione e habitat
Lo si incontra in quasi tutta l'Europa centrale e occidentale, in particolare in Germania, Spagna, Francia e in Italia dove si riproduce regolarmente, ma anche in Asia occidentale e in Africa nord-orientale.

Il suo habitat sono boschi e foreste, specialmente di latifoglie, le pianure ma anche gli ambienti collinari.

Per cacciare necessita di vicini spazi aperti erbosi, terreni coltivati, pascoli e in genere zone di bassa vegetazione.
Storicamente presente nelle città dove è assente il nibbio bruno, a volte può essere osservato nei pressi delle discariche o sui bordi delle strade ai confini dei centri urbani.

Normalmente localizzabile all'interno della fascia che va dagli 0 agli 800 metri sul livello del mare, nelle zone montuose può nidificare ad altitudini ben maggiori (con un picco di 2.500 m osservato in Marocco).
In Italia lo si può avvistare in volo, in Sardegna, Sicilia, Abruzzo e nell'appennino meridionale. Particolarmente diffuso in Basilicata, frequentemente lo si incontra in volo sui centri abitati. In inverno addirittura lo si osserva in folti gruppi. Avvistamenti si sono avuti anche sulle Alpi, nello specifico in Valtellina, in primavera. Il nibbio reale nidifica ed è stanziale sui Monti della Tolfa, dove la macchia mediterranea e le intricate forre tufacee si alternano a estese Università Agrarie destinate al pascolo di bestiame autoctono maremmano (vacca maremmana, cavallo tolfetano), fornendo un ambiente ideale per questo rapace. Durante le stagioni di passo stormi fino a una ventina di esemplari si riuniscono in questo stesso territorio per vari giorni.

## Biologia

### Alimentazione
La sua dieta principale sono piccoli mammiferi, uccelli, rettili, ma anche pesci. Quando capita, non disdegna nutrirsi di qualche carogna.

### Riproduzione
Inizia la riproduzione in primavera. Depone in media tre uova, che cova fin dal primo giorno; le uova, quindi, si schiudono a intervalli; l’incubazione richiede circa un mese. Per far sì che i pulli siano autosufficienti, occorrono anche quattro mesi. Il primo volo avviene dopo sette settimane.

## Tassonomia
Sono note due sottospecie:
- M. m. milvus (Linnaeus, 1758)
- M. m. fasciicauda (Hartert, 1914), con areale ristretto a Capo Verde

## Conservazione
La specie in Italia viene classificata come Vulnerabile (VU) a causa del ridotto numero di individui maturi e presenza di minacce.
I fattori principali di minaccia sembrano essere le modificazioni dei sistemi di conduzione agricola e di allevamento del bestiame, le uccisioni illegali, l'avvelenamento (bocconi avvelenati, ma anche pesticidi e saturnismo), l'elettrocuzione e la presenza di impianti eolici (perdita di habitat e possibili collisioni).

## Galleria d'immagini

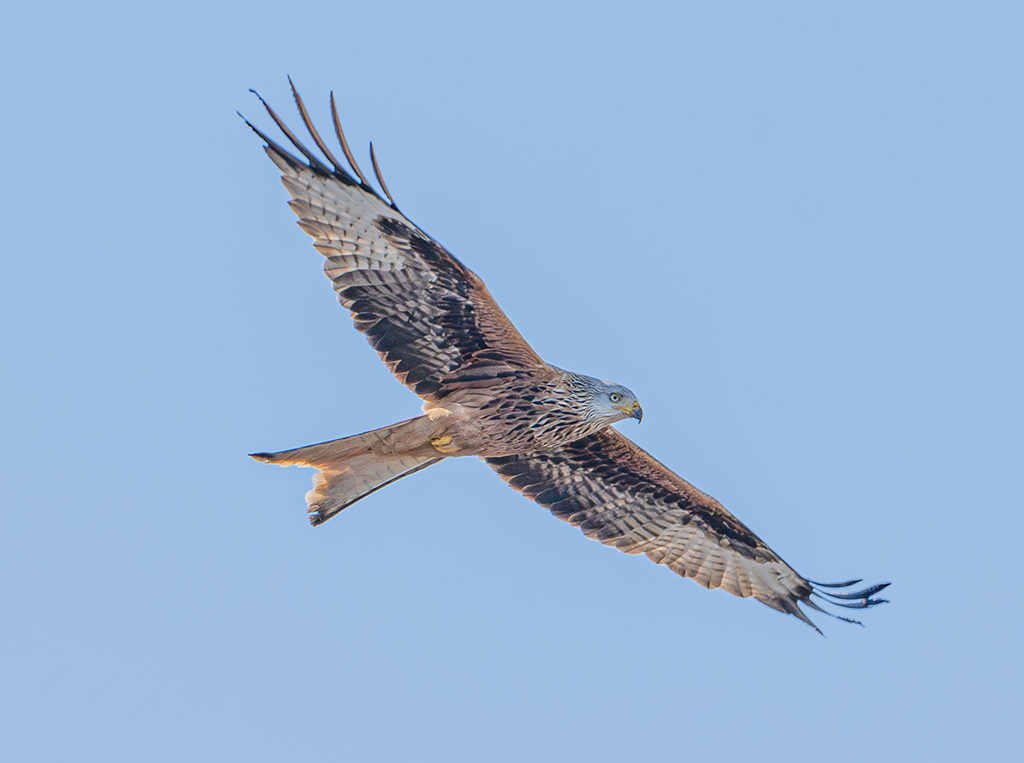
Nibbio reale (Milvus milvus)
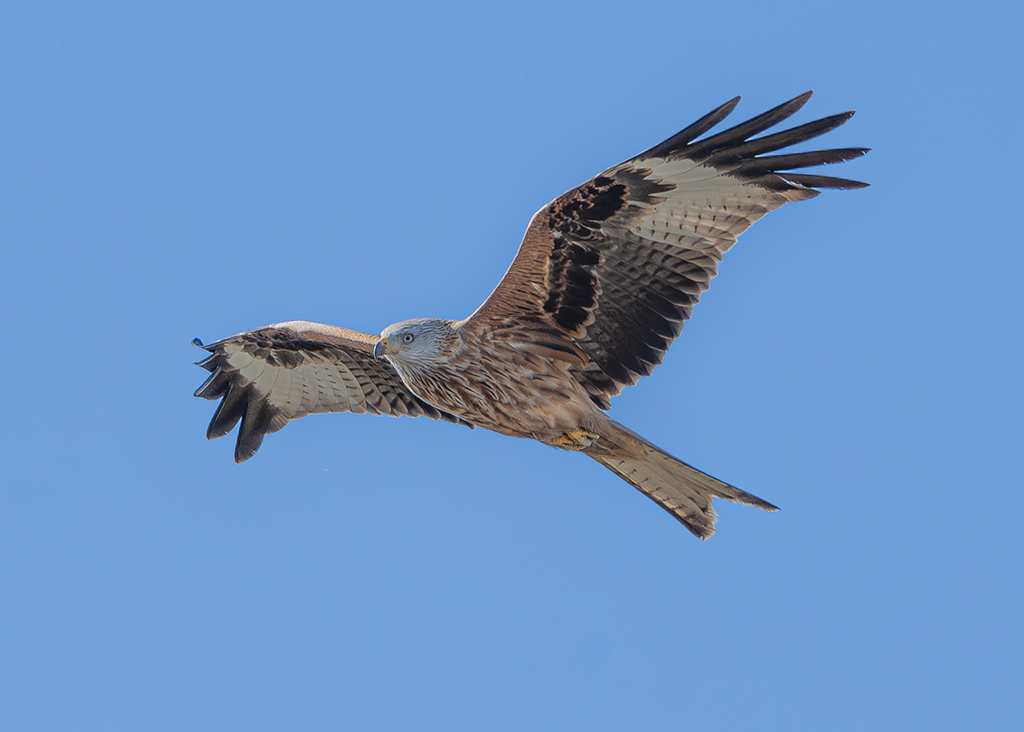
Nibbio reale (Milvus milvus)